# 2022년 중국 시위
2022년 중국 코로나19 시위(영어: 2022 COVID-19 protests in China) 또는 백지운동(白紙運動, 영어: White Paper Protests) 혹은 A4/백지혁명(영어: A4/White Paper Revolution)은 2022년 11월 15일 중국 본토에서 시작된 코로나19 범유행 대응에 대한 항의 시위이다. 이 시위는 코로나19의 확산을 막기 위해 중국 정부가 취한 제로코비드를 포함한 조치들에 대한 항의이다. 많은 사람들이 일자리 없이 집에 틀어박혀 생필품을 살 수 없고 가혹한 제한을 받는 팬데믹 초기부터 정책에 대한 불만이 커졌다.
소규모 시위가 11월 초에 시작된 동안 신장 위구르 자치구에서 봉쇄된 지 3개월 만에 우루무치시에서 10명이 사망한 화재가 발생한 후 광범위한 시위가 일어났다.
시위대는 정부의 코로나19 제로 정책과 종종 경고 없이 갑자기 산발적으로 행해지는 봉쇄 정책의 종식을 요구하고 있다.

## 같이 보기
- 2019-2020년 홍콩 시위
- 1989년 천안문 사건